# Diederichsenpark
Der Diederichsenpark befindet sich in Kiel-Düsternbrook in Schleswig-Holstein. Er ist im öffentlichen Nahverkehr über die Bushaltestelle Diederichsenpark erreichbar und steht auf der Liste der Landschaftsschutzgebiete in der Stadt Kiel.

## Geschichte

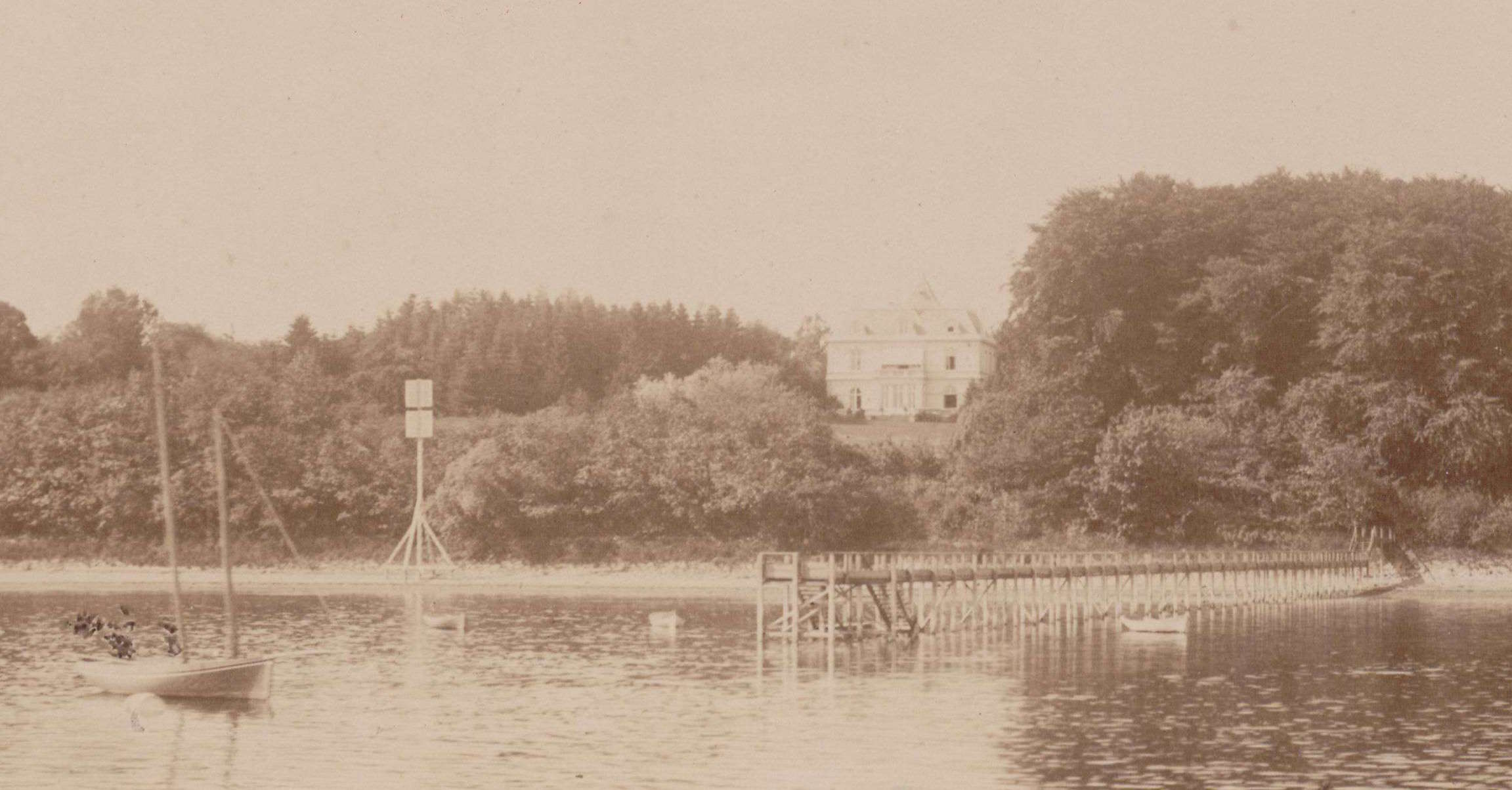
Villa Forsteck 1895

Das heute 4,5 ha große Park-Gelände gehörte zu einer 1784 errichteten Fruchtbaumschule. Hier gezüchtete Obstbäume wurden zur Verbesserung des Nahrungsangebots der Bevölkerung zum Teil kostenlos abgegeben. Heute wachsen hier unter anderem Walnussbäume.
1866–1868 errichteten Heinrich Adolph Meyer und seine Frau Marie geborene Toberentz auf dem Gelände des heutigen Diederichsenparks die Villa Forsteck. Die Grundmauern sind heute noch zu sehen. Die Erbauer vertraten das Gedankengut der 1848er Demokratiebewegung. Sie setzten sich für Frauenbildung ein und waren naturwissenschaftlich interessiert. Die Villa Forsteck wurde ein geistig-kultureller Mittelpunkt Kiels. Zu Gast waren hier die Pianistin Clara Schumann, der Komponist Johannes Brahms, die Schriftsteller Theodor Fontane, Klaus Groth und Carl Schurz, Innenminister der USA und Ehemann der jüngeren Schwester von Heinrich A. Meyer, Margarete.
1889 starb Adolph Meyer. Heinrich Diederichsen (1865–1942) kaufte 1893 das Haus und das Grünstück und baute es 1905 um. Von 1889 bis 1905 gab es kaum gesellschaftliches Leben in der Villa Forsteck. Nach seinem Tod 1942 wurde die Villa von der Marine als Gästehaus genutzt. Die Villa wurde am 25. August 1944 durch Bomben zerstört und bis auf die heute noch verbliebenen Mauerreste abgetragen.
Auf dem Gelände wurde 1957 der Diederichsenpark angelegt. Auf einer Gedenktafel im Park wird Heinrich Diederichsen geehrt mit den Worten:
Dem Erhalter der Howaldtswerke in schwerer Notzeit, dem Förderer der Kieler Wirtschaft und Wissenschaft, dem Ehrendoktor der Universität Kiel, von seiner Vaterstadt Kiel zum ehrenden Gedächtnis Anno 1958

## Galerie

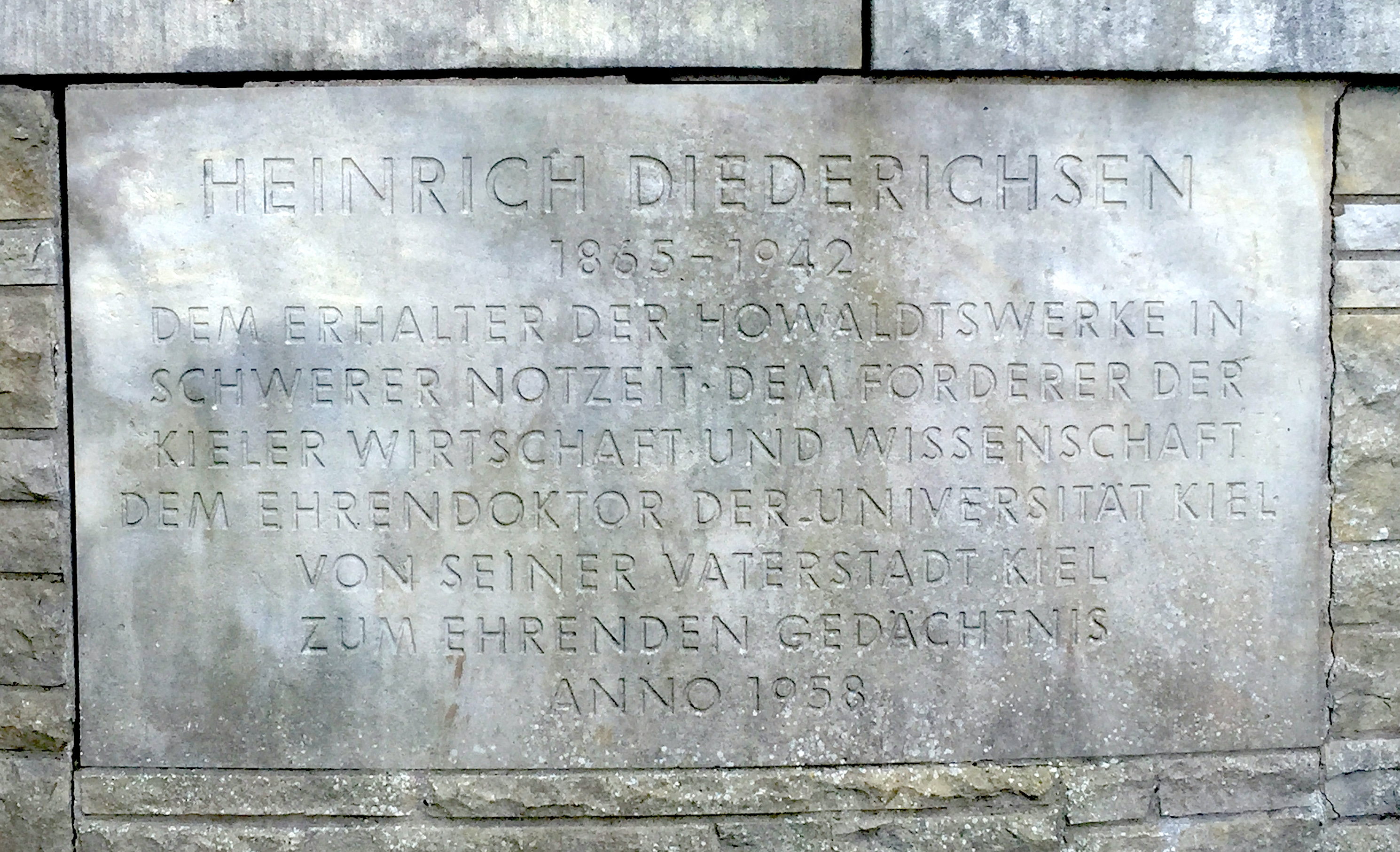
Heinrich Diederichsen Gedenktafel
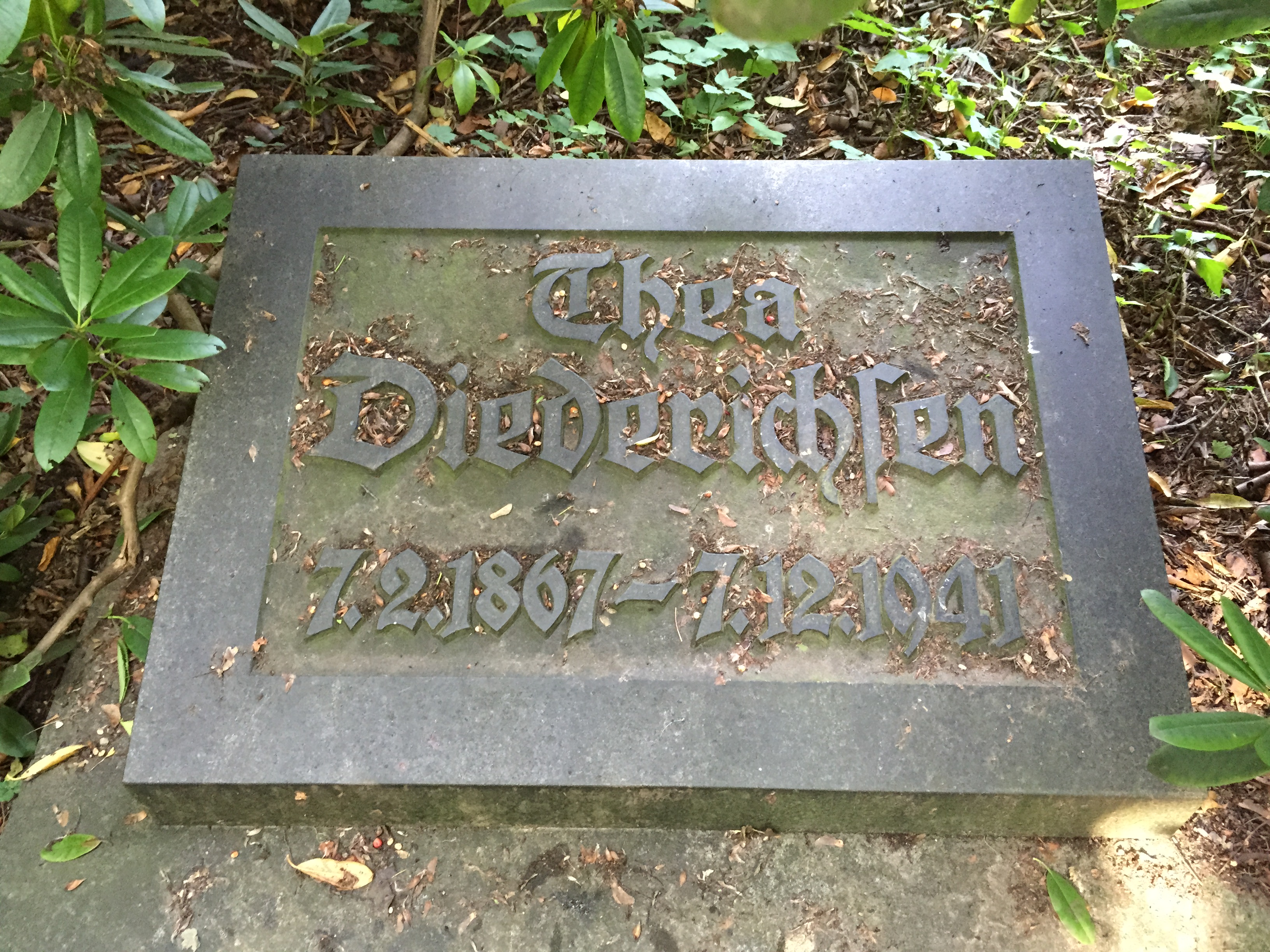
Thea Diederichsen Gedenktafel
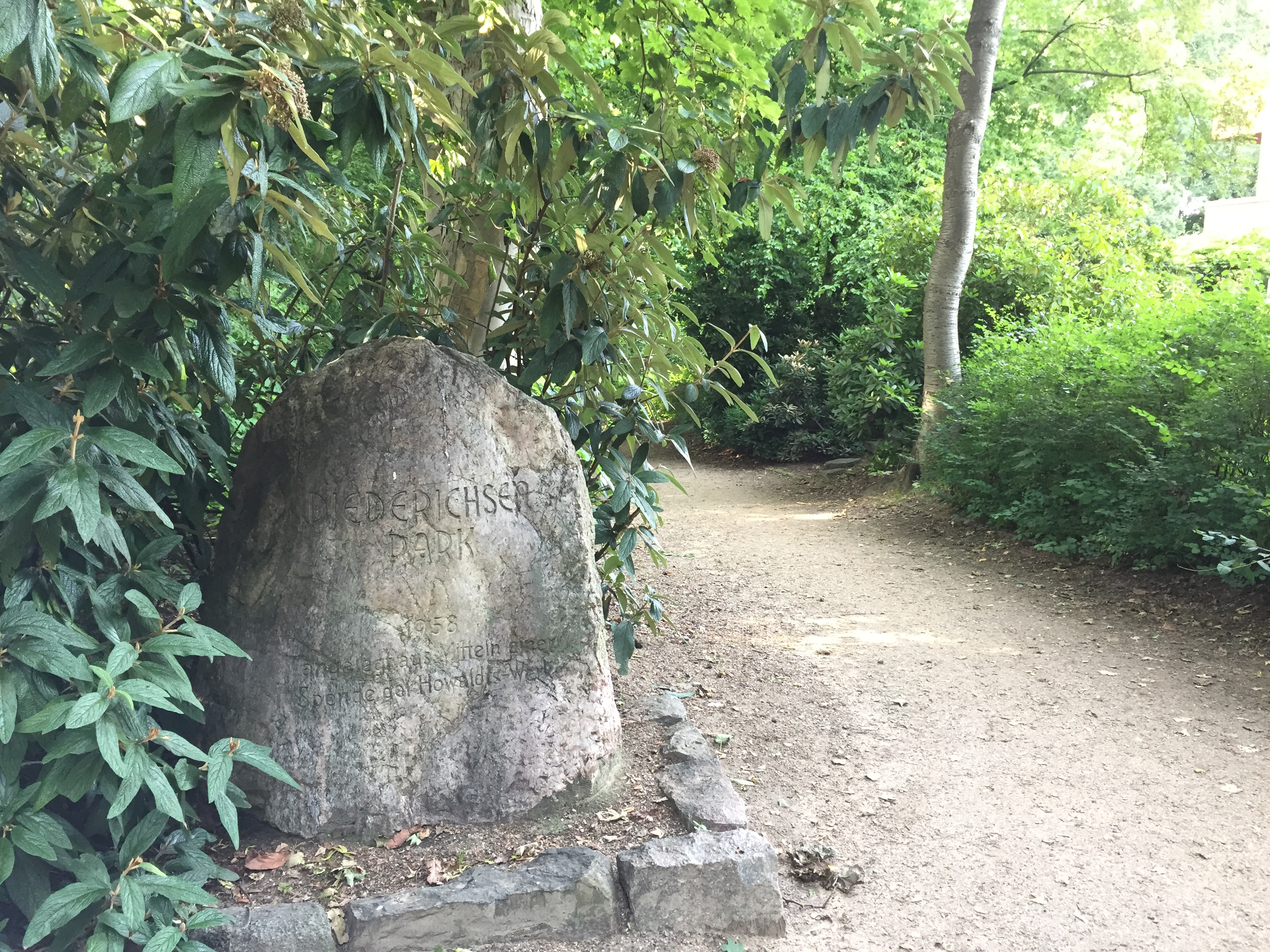
Stein an einem Park-Eingang
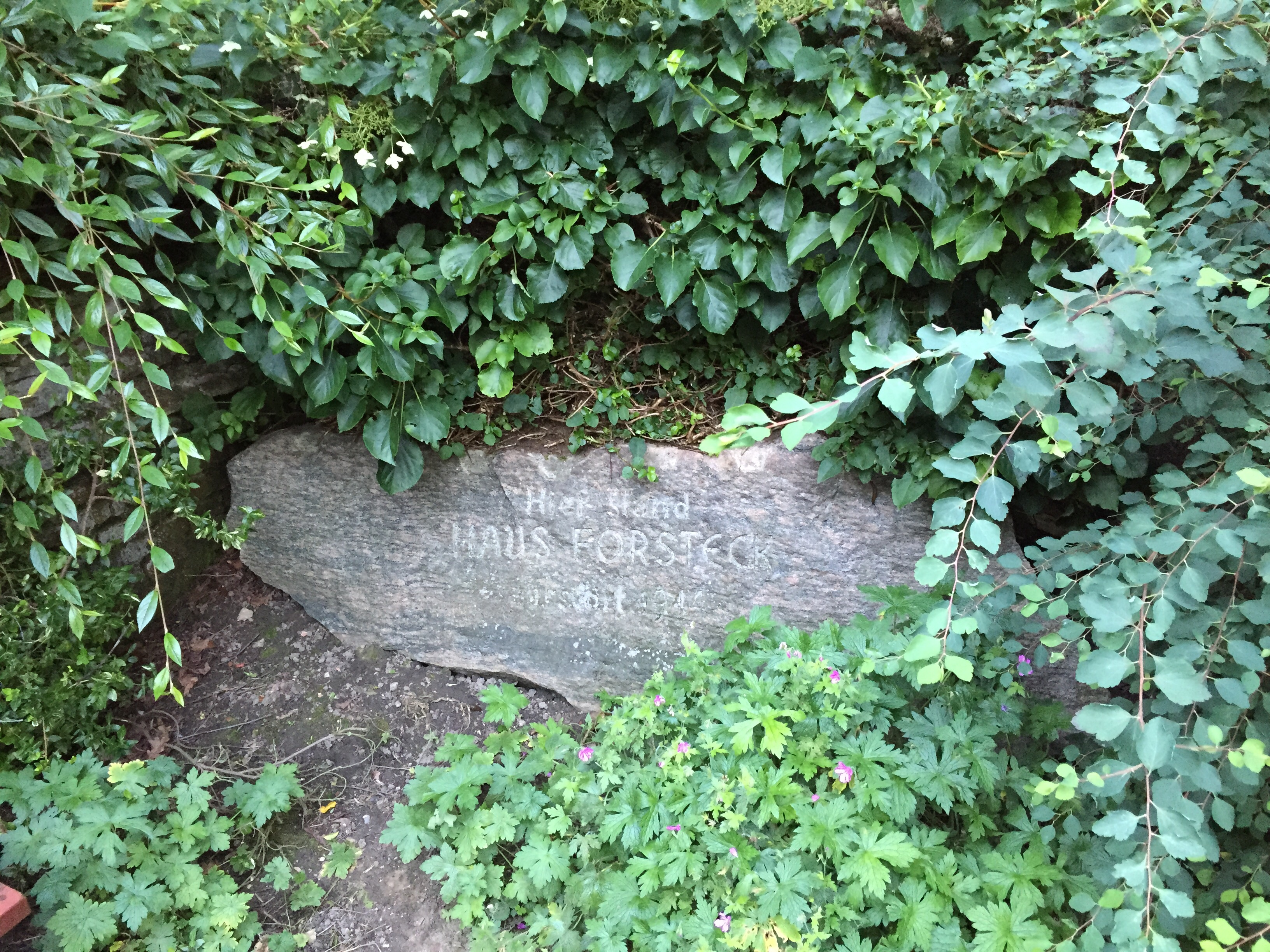
Gedenkstein Haus Forsteck